# Ensaio acerca do Entendimento Humano
Ensaio acerca do Entendimento Humano (do original em língua inglesa: An Essay Concerning Human Understanding) é uma obra literária de John Locke, parte da corrente empirista inglesa. Publicada em 1689, como um dos primeiros "grandes" livros do pensamento empirista, tinha como tema principal a epistemologia, em suma: a origem das ideias. Além disso, seu pensamento constitui uma das fontes principais para o moderno empirismo, na filosofia que o sucede. Por exemplo, o ensaio influenciou muitos filósofos iluministas, como Hume e Berkeley. Datas de edição da obra: 1690, 1694, 1695, 1700, 1706. Traduções póstumas: 1700 (para o francês) e reedição em 1729. Essa visão empirista trazida por Locke foi duramente criticada pelos racionalistas: em 1704, Gottfried W. Leibniz se opôs à visão lockeana a respeito do entendimento humano, escrevendo o Nouveaux Essais sur l’entendement humain, onde ele comenta e tenta refutar capítulo por capítulo da obra de Locke. Ao mesmo tempo, houve também uma boa recepção do ensaio, que acabou por servir como referência para o trabalho dos futuros empiristas, como David Hume.
O ensaio em questão funciona como uma teoria epistemológica que concebe o entendimento como a faculdade mais nobre da alma. Há, também, uma noção de progresso da mente em direção ao conhecimento da razão. O texto em si inicia-se com uma carta ao leitor, essa está repleta de dispositivos retóricos como o da modéstia afetada, com objetivo de captar a benevolência do leitor. Locke explica como a obra foi organizada (seus pensamentos em meio às circunstâncias de sua vida privada). Tendo concluído-a em um momento em que se encontrava isolado. Essa foi a organização definitiva. Nessa carta, o filósofo se mostra aberto a possíveis comentários póstumos à publicação de seus escritos, visto que considera que a sua maneira descontínua de elaborá-los pode ter prejudicado o conteúdo. O objetivo mais puro da obra é saber qual a origem e alcance do conhecimento humano. Locke critica a doutrina das ideias inatas de Descartes, afirmando que a alma é como uma tábula rasa, tábua sem inscrições, como um papel em branco. O conhecimento começaria, então, somente a partir da experiência sensível. Não existem ideias inatas, pois, caso existissem, deveriam ser iguais em todos os seres pensantes. Nossos entendimentos não são menos diferentes que nossos paladares, que não são anteriores à experiência sensível. Não há restrição quanto aos leitores, são esses: “toda espécie possível de leitores”, devido à noção de UTILIDADE da obra. "Não pretendo publicar este Ensaio visando a informar os homens de pensamentos notáveis e perspicácia, pois, em relação a tais mestres do conhecimento, considero-me como estudante, e, portanto, o aviso de antemão a não esperar nada aqui exceto o que, tendo sido desafiado de meus pensamentos grosseiros, é apropriado para homens de minha própria estatura, aos quais, talvez, não será inaceitável que tenha-me esforçado para tornar claro e familiar aos seus pensamentos certas verdades que o preconceito estabeleceu, ou o aspecto abstrato das próprias ideias que pode torná-las difíceis […]".

## A origem das ideias
“Nem os princípios nem as ideias são inatas” é voltada a combater o inatismo das ideias, a opinião estabelecida na qual o conhecimento é natural a todos os homens de forma que a verdade esteja impressa na alma. A primeira refutação desse pressuposto do inatismo é apresentada pela negação dos acordos universais entre os homens favoráveis a esta tese, não sendo suficientes para garanti-la a não ser que haja outros meios de prová-la. Em seguida, a partir das crianças e dos idiotas, pois, se é verdade que as ideias são inatas aos seres humanos e impressas na alma não seria possível que estes não a percebessem, ou, que seja possível adquirir esse conhecimento já inato. Sendo assim, se as ideias são inatas, não há diferença entre as verdades impressas das verdades adquiridas, ou todas as ideias são inatas ou todas são adquiridas. Ao fim desta parte, em “Outras considerações acerca dos princípios inatos, tanto especulativos como práticos" Locke retoma e aprofunda pontos, tais como, das crianças não nascerem com princípios inatos, mas que a noção de “ideias pálidas” como fome, sede e frio são ideias não inatas, apreendidas no ventre, assim como a ideia de Deus não pode ser inata tendo em vista a multiplicidade de concepções de Deus e da religião em detrimento do tempo e do espaço.
Na  parte deste livro intitulada como ''“As Ideias”'', após apontado uma série de deficiências do projeto das ideias inatas no início do ensaio, John Locke se propõe a refletir acerca das “ideias em geral e sua origem”, a fim de propor a experiência enquanto objeto central do processo de construção do conhecimento. As ideias para Locke são parte de um fenômeno que deriva das operações internas da mente, não como uma substância inata, isto é, alcançado pelo resultado de um método puramente dedutivo de caracteres já presentes, mas como o produto da relação entre as percepções dos objetos sensíveis externos quanto das operações mentais advindos da experiência. Nessa tarefa, supõe a mente enquanto um papel em branco ou, tábula rasa, propondo o inatismo não das ideias, mas da capacidade de adquiri-las; e, portanto, propõe- se explicar esse acontecimento.
Em primeiro lugar, uma parte da fonte de nossas ideias está sobre o que Locke chama de qualidades sensíveis, isto é, as sensações, ideias de amarelo, branco, quente, frio, mole, duro apreendidos pela percepção dos objetos externos através dos nossos sentidos. A outra parte da fonte de nossas ideias está sobre as operações da mente, estas que não são possíveis de serem apreendidas pelos objetos externos. O pensamento, o duvidar, o crer, o raciocinar, uma série de ideias fruto das operações internas da mente a partir do momento em que a alma começa a refletir, ou seja, ideias que surgem quando a mente passa a refletir sobre suas próprias operações. Em seguida Locke faz a distinção entre ideias simples e complexas, as primeiras oriundas da sensação e da reflexão são apreendidas de forma passiva, as segundas são formadas pela mente a partir das ideias simples. A mente age sobre as ideias através de três movimentos para formar suas ideias gerais, estando o primeiro na combinação das ideias simples para formar uma composta e originando as complexas, o segundo movimento consiste em unir duas ideias (simples ou complexas) a fim de obter uma visão imediata de ambas sem que as unifique, obtendo daí as suas ideias de relação, e o terceiro consiste em separar todas as outras ideias que estão incorporadas em sua existência, garantindo assim, a capacidade de abstração. Pode-se concluir a partir desta reflexão acerca da origem das ideias proposta por Locke que a alma é constituída progressivamente a partir da experiência e, seguida do movimento desperceber e refletir surgem as ideias, e destas se retira como matéria prima as ideias complexas. Assim, o sujeito lockeano é um sujeito entendido enquanto um papel em branco, ausente de uma consciência inata e ilimitada, onde a partir do seu processo de socialização constitui progressivamente sua consciência, desta forma, abrindo um leque de possibilidades para a diferença e fugindo a determinismos.